# Mars (Loira)
Mars és un municipi francès situat al departament del Loira i a la regió d'Alvèrnia-Roine-Alps. L'any 2007 tenia 553 habitants.

## Demografia

### Població
El 2007 la població de fet de Mars era de 553 persones. Hi havia 220 famílies de les quals 56 eren unipersonals (36 homes vivint sols i 20 dones vivint soles), 80 parelles sense fills, 76 parelles amb fills i 8 famílies monoparentals amb fills.
La població ha evolucionat segons el següent gràfic:
Habitants censats

### Habitatges
El 2007 hi havia 286 habitatges, 228 eren l'habitatge principal de la família, 39 eren segones residències i 19 estaven desocupats. 277 eren cases i 9 eren apartaments. Dels 228 habitatges principals, 199 estaven ocupats pels seus propietaris, 27 estaven llogats i ocupats pels llogaters i 2 estaven cedits a títol gratuït; 2 tenien una cambra, 3 en tenien dues, 21 en tenien tres, 52 en tenien quatre i 150 en tenien cinc o més. 190 habitatges disposaven pel capbaix d'una plaça de pàrquing. A 92 habitatges hi havia un automòbil i a 122 n'hi havia dos o més.

### Piràmide de població
La piràmide de població per edats i sexe el 2009 era:
| Homes | Edats   | Dones |
| ----- | ------- | ----- |
| 0     | 95 o +  | 0     |
| 0     | 90 a 94 | 0     |
| 0     | 85 a 89 | 8     |
| 0     | 80 a 84 | 0     |
| 4     | 75 a 79 | 4     |
| 40    | 70 a 74 | 20    |
| 4     | 65 a 69 | 8     |
| 8     | 60 a 64 | 12    |
| 12    | 55 a 59 | 12    |
| 8     | 50 a 54 | 12    |
| 32    | 45 a 49 | 28    |
| 12    | 40 a 44 | 12    |
| 16    | 35 a 39 | 20    |
| 32    | 30 a 34 | 36    |
| 16    | 25 a 29 | 24    |
| 12    | 20 a 24 | 12    |
| 16    | 15 a 19 | 8     |
| 12    | 10 a 14 | 24    |
| 24    | 5 a 9   | 28    |
| 8     | 0 a 4   | 28    |

## Economia
El 2007 la població en edat de treballar era de 345 persones, 265 eren actives i 80 eren inactives. De les 265 persones actives 247 estaven ocupades (141 homes i 106 dones) i 18 estaven aturades (5 homes i 13 dones). De les 80 persones inactives 36 estaven jubilades, 28 estaven estudiant i 16 estaven classificades com a «altres inactius».

### Ingressos
El 2009 a Mars hi havia 233 unitats fiscals que integraven 563 persones, la mediana anual d'ingressos fiscals per persona era de 17.125 €.

### Activitats econòmiques
Dels 15 establiments que hi havia el 2007, 1 era d'una empresa alimentària, 3 d'empreses de fabricació d'altres productes industrials, 4 d'empreses de construcció, 2 d'empreses de comerç i reparació d'automòbils, 1 d'una empresa d'hostatgeria i restauració, 1 d'una empresa immobiliària, 1 d'una empresa de serveis i 2 d'empreses classificades com a «altres activitats de serveis».
Dels 6 establiments de servei als particulars que hi havia el 2009, 2 eren fusteries, 1 lampisteria, 1 electricista, 1 perruqueria i 1 restaurant.
Dels 2 establiments comercials que hi havia el 2009, 1 era una botiga de menys de 120 m² i 1 una fleca.
L'any 2000 a Mars hi havia 29 explotacions agrícoles que ocupaven un total de 882 hectàrees.

## Equipaments sanitaris i escolars
El 2009 hi havia una escola elemental.

## Poblacions més properes
El següent diagrama mostra les poblacions més properes.